# Дюна (фильм, 2021)
«Дю́на» (англ. Dune), в титрах «Дюна: Часть первая» (англ. Dune: Part One) — американский эпический научно-фантастический фильм 2021 года режиссёра Дени Вильнёва, сценарий для которого написал он сам совместно с Джоном Спэйтсом и Эриком Ротом. Это первая лента в новой серии экранизаций одноимённого романа Фрэнка Герберта 1965 года, часть большой медиафраншизы. Действие разворачивается в далёком будущем: юный Пол Атрейдес и его семья, благородный Дом Атрейдесов, оказываются втянутыми в войну за опасную пустынную планету Арракис, между коренным народом фрименов и бывшими правителями Арракиса, Домом Харконненов. Главные роли исполнили Тимоти Шаламе, Ребекка Фергюсон, Оскар Айзек, Джош Бролин, Стеллан Скарсгард, Дейв Батиста, Стивен Маккинли Хендерсон, Зендея, Дэвид Дастмалчян, Чан Чень, Шэрон Дункан-Брюстер, Шарлотта Рэмплинг, Джейсон Момоа и Хавьер Бардем.
«Дюна» всегда признавалась «неэкранизируемым» произведением из-за её размаха и сложности сюжетных арок, а несколько экранизаций (например, фильм 1984 года Дэвида Линча) не были приняты критиками. После неудачной попытки Paramount Pictures перезапустить франшизу, Legendary Entertainment в 2016 году приобрела права на кино- и телевизионную адаптацию романа. Разработка началась вскоре после этого, когда Дени Вильнёв проявил интерес к проекту и в январе 2017 года официально занял пост режиссёра. Вместе с Эриком Ротом и Джоном Спэйтсом он разделил роман на две части. Съёмки проходили с марта по июль 2019 года в Будапеште, Иордании, Норвегии и Абу-Даби.
Мировая премьера фильма состоялась 3 сентября 2021 года на 78-м Венецианском кинофестивале. В России картина вышла в прокат 16 сентября, а в США — 22 октября, на стриминг-сервисе HBO Max лента была доступна 31 день, начиная с 21 октября. Фильм собрал в международном прокате более $400 млн и получил положительные отзывы критиков, которые похвалили режиссуру Вильнёва, актёрскую игру, визуальные решения и музыку Циммера, хотя встречались и отрицательные отзывы. Фильм получил ряд кинопремий (главным образом за операторскую работу, музыку и режиссуру), был номинирован на премию «Оскар» в 10 категориях, включая «Лучший фильм», и победил в шести из них.
Продолжение, «Дюна: Часть вторая», вышло в прокат в марте 2024 года. Запланирован третий фильм, «Дюна: Часть третья», который должен выйти в декабре 2026 года.

## Сюжет
В 10191 году ПГ падишах-император Шаддам IV отдаёт во владение герцогу Лето I из Дома Атрейдесов, правителю планеты Каладан, пустынную планету Арракис, единственный во вселенной источник меланжа или «пряности» — бесценного вещества, которое продлевает человеческую жизнь и обеспечивает межзвёздные путешествия. Дом Атрейдесов должен сменить Дом Харконненов, которые правили Арракисом на протяжении семидесяти лет и покинули планету по приказу Шаддама IV. На самом деле падишах-император, видя в Атрейдесах угрозу собственной власти, планирует уничтожить их с помощью своих легионов сардаукаров и устроить переворот, чтобы позволить Дому Харконненов вновь захватить планету. Герцог Лето встревожен этим назначением, однако, рассматривает его как возможность сблизиться с коренным населением Арракиса, фрименами, что станет первым шагом к установлению мира во всех Домах.
Наложница Лето, леди Джессика, — одна из сестёр Бене Гессерит, особого сестринского ордена, владеющего выдающимися физическими и умственными способностями. Согласно генетическому эксперименту Бене Гессерит по созданию Квисатц Хадераха, сверхчеловека-месси́и, Джессика должна была родить дочь, но из-за любви к герцогу она родила сына, Пола. Советники герцога Лето: Дункан Айдахо, Гурни Халлек и ментат Суфир Хават, — обучают Пола на протяжении всей его жизни, в основном, боевым искусствам, а леди Джессика обучает сына дисциплинам Бене Гессерит. Пола беспокоят видения таинственной девушки, бродящей по пустыне, и будущего, в котором он ведёт «священную войну»; видениями Пол делится лишь с Джессикой и Дунканом. Из-за этих видений Преподобная Мать Гайя Елена Мохийям прибывает на Каладан и подвергает Пола гом-джаббару, смертельному испытанию, для оценки его человечности. Пол проходит испытание. После этого Преподобная Мать указывает барону Владимиру Харконнену на необходимость пощадить Пола и Джессику во время переворота на Арракисе, на что тот якобы соглашается.
Лето, Джессика и Пол отправляются в Арракин, бывшую цитадель Харконненов на Арракисе, куда ранее вместе с разведывательной группой прибыл Дункан, чтобы научиться жить среди фрименов. Герцог проводит переговоры с вождём фрименов Стилгаром и встречается с планетологом Арракиса, доктором Лайет-Кайнс. Лето узнаёт об опасностях, связанных с добычей пряности, а также о гигантских песчаных червях, которые передвигаются под песком. Во время ознакомительного полёта Лето, Пол, Гарни и доктор Кайнс становятся свидетелями нападения песчаного червя на краулер. Герцог помогает спасти команду краулера, а Пол вдыхает насыщенный пряностью воздух, что усиливает его видения.
После неудавшейся попытки убийства Пола агентами Харконненов, Лето приводит солдат в состояние повышенной готовности, а сам Пол догадывается о присутствии предателя в Доме Атрейдесов. Им оказывается сукк-доктор Веллингтон Юэ, который заключил с бароном сделку, чтобы спасти захваченную в плен жену. Юэ отключает силовые щиты Арракина и позволяет армии Харконненов и сардаукарам сокрушить войска Атрейдесов. Юэ парализует герцога, но успевает заменить один из зубов Лето на капсулу с ядовитым газом для убийства барона, однако сам Юэ погибает. Парализованному герцогу удаётся прокусить капсулу с газом, который мгновенно убивает придворных Харконненов. Но барон смог выжить, использовав силовое поле. Дункан, спасаясь от атаки Харконненов, улетает на орнитоптере. Пол и Джессика попадают в плен и их отправляют в пустыню умирать. Используя «голос» Бене Гессерит, мать и сын убивают своих похитителей. Найдя набор для выживания, который оставил для них Юэ, Пол и Джессика прячутся в палатке в пустыне, где Джессика ощущает смерть Лето.
Барон передаёт командование Арракисом своему жестокому племяннику Раббану и приказывает ему возобновить производство пряности, чтобы компенсировать огромные убытки, понесённые Домом во время переворота. Дункан и доктор Лайет-Кайнс находят Пола и Джессику. Они отправляются на старую экологическую станцию, но вскоре их выслеживают сардаукары. Дункан и другие фримены жертвуют собой, чтобы позволить Джессике, Полу и доктору Кайнс сбежать. Кайнс сознательно привлекает внимание песчаного червя, который поглощает её и нескольких сардаукаров. Пол и Джессика достигают дальних окраин пустыни и встречают фрименов, их вождя Стилгара и девушку Чани, появлявшуюся в видениях Пола. Один из фрименов Джамис отказывается мириться с присутствием Пола и Джессики, однако Пол убивает Джамиса в ритуальном поединке. Вопреки желанию матери, Пол решает присоединиться к фрименам, чтобы выполнить цель своего отца — принести мир на Арракис.

## Актёрский состав
| Актёр                     | Роль                                                                                           |
| ------------------------- | ---------------------------------------------------------------------------------------------- |
| Тимоти Шаламе             | Пол Атрейдес, наследник Дома Атрейдесов                                                        |
| Ребекка Фергюсон          | леди Джессика, мать Пола и наложница герцога Лето, член ордена Бене Гессерит                   |
| Оскар Айзек               | герцог Лето Атрейдес, отец Пола, глава Дома Атрейдесов и назначенный правитель планеты Арракис |
| Джош Бролин               | оружейный мастер Дома Атрейдесов Гурни Халлек, один из наставников Пола                        |
| Стеллан Скарсгард         | барон Владимир Харконнен, бывший правитель Арракиса                                            |
| Дейв Батиста              | Глоссу Раббан, племянник барона                                                                |
| Стивен Маккинли Хендерсон | ментат Дома Атрейдесов Суфир Хават                                                             |
| Зендея                    | Чани, девушка из племени фрименов и возлюбленная Пола                                          |
| Дэвид Дастмалчян          | ментат Дома Харконненов Питер Де Врис                                                          |
| Чан Чэнь                  | сукк-доктор Дома Атрейдесов Веллингтон Юэ                                                      |
| Шэрон Дункан-Брюстер      | доктор Лайет-Кайнс известный планетолог и миротворец Арракиса                                  |
| Шарлотта Рэмплинг         | предсказательница Императора, Преподобная Мать ордена Бене Гессерит Гайя-Елена Моийам          |
| Джейсон Момоа             | оружейный мастер Дома Атрейдесов Дункан Айдахо, один из наставников Пола                       |
| Хавьер Бардем             | Стилгар, лидер фрименов из ситча Табр                                                          |
| Бабс Олусанмокун          | воин фрименов Джамис                                                                           |
| Бенджамин Клементин       | гонец Императора Геральд                                                                       |
| Голда Рошевель            | Шэдаут Мэйпс фрименка, работающая горничной в Доме Атрейдесов                                  |
| Роджер Юань               | лейтенант Лэнвилл заместитель Гурни Халлека                                                    |
| Суад Фаресс               | сестра Бене Гессерит                                                                           |
| Бьорн Фрайберг            | офицер Дома Атрейдесов                                                                         |
| Дункан Поу                | офицер                                                                                         |
| Майкл Нардон              | сержант                                                                                        |

## Производство

### Предыстория
Вскоре после публикации в 1965 году роман «Дюна» был оценён на предмет потенциальных экранизаций, и с 1971 года права на адаптацию романа принадлежали разным продюсерам. Было предпринято множество попыток экранизировать книгу, и считается, что адаптация романа является сложным делом из-за широты повествования. Как известно, в 1970-х годах режиссёр Алехандро Ходоровски приобрёл права на экранизацию для создания экстравагантного четырнадцатичасового фильма, но идея провалилась. Попытки создания ленты были позже отражены в документальном фильме «Дюна Ходоровского», выпущенном в 2013 году. За это время вышли две независимые экранизации: фильм 1984 года, продюсера Рафаэллы Де Лаурентис и режиссёра Дэвида Линча, и мини-сериал 2000 года канала Sci Fi, режиссёра и продюсера Джона Харрисона.
В 2008 году студия Paramount Pictures объявила, что в разработке находится новая полнометражная экранизация «Дюны» от режиссёра Питера Берга. Берг покинул проект в октябре 2009 года, Пьер Морель был назначен на его пост в январе 2010 года. В марте 2011 года Paramount прекратила разработку фильма, поскольку не удалось прийти к ключевым соглашениям по проекту. Права на экранизацию вернулись Рубинштейну.

### Производство

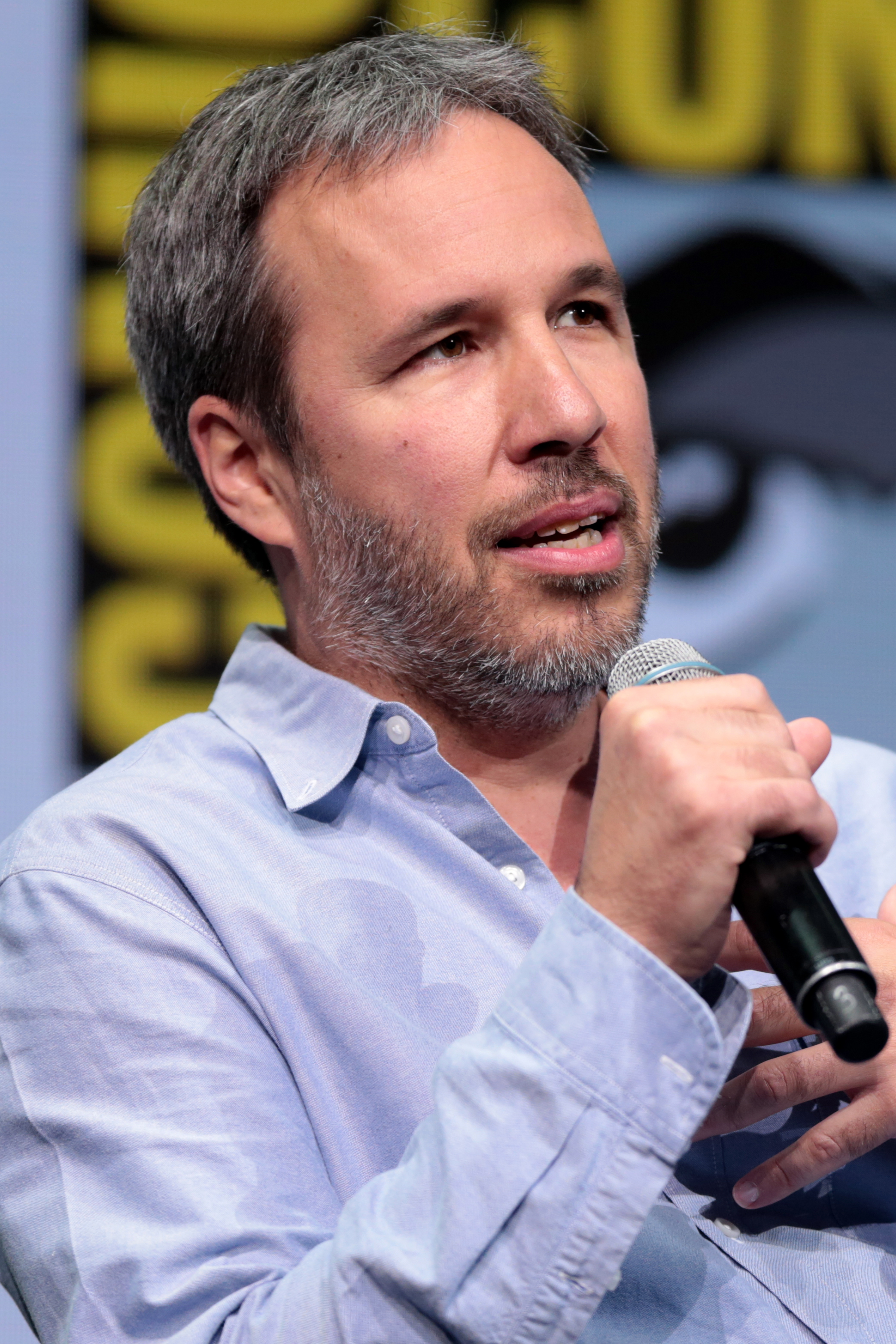
Дени Вильнёв заявил в интервью, что создание новой адаптации «Дюны» было мечтой всей его жизни. Он был утверждён на пост режиссёра в феврале 2017 года

21 ноября 2016 года было объявлено, что компания Legendary Pictures купила права на экранизацию «Дюны». В декабре издание «Variety» сообщило, что Дени Вильнёв ведёт переговоры со студией по поводу постановки фильма. Ранее в сентябре того же года Вильнёв выражал интерес к проекту, заявив: «Моя давняя мечта — адаптировать „Дюну“, но получение прав — долгий процесс, и я не думаю, что у меня получится». Вильнёву казалось, что он не готов снимать «Дюну», пока не завершит такие проекты, как «Прибытие» и «Бегущий по лезвию 2049», при этом он полагал, что с его опытом работы в научно-фантастических фильмах — «Дюна — его мир». В феврале 2017 года Брайан Герберт, сын Фрэнка и автор последующих книг серии, подтвердил, что Вильнёв станет режиссёром проекта.
Многие члены съёмочной команды предыдущего фильма Вильнёва, «Бегущий по лезвию 2049», вернулись к работе над «Дюной»: только Джон Нельсон, нанятый в июле 2018 года в качестве супервайзера визуальных эффектов, позже покинул команду. В декабре 2018 года оператор Роджер Дикинс, часто работавший до этого с Вильнёвом, вышел из проекта; его пост занял Грейг Фрейзер. В январе 2019 года Джо Уокер стал монтажёром фильма. Другими членами съёмочной группы были назначены: Брэд Райкер в качестве главного арт-директора, Патрис Верметт в качестве художника-постановщика, Пол Ламберт в качестве главы отдела визуальных эффектов, Тео Грин и Марк Манджини в качестве звукорежиссёров, Герд Нефзер в качестве руководителя спецэффектов и Томас Стразерс в качестве постановщика трюков. Продюсерами фильма выступили сам Вильнёв, Мэри Пэрент, Кейл Бойтер и Джо Карачиоло-мл., исполнительными продюсерами — Таня Лапойнт, Брайан Герберт, Байрон Меррит, Ким Герберт, Томас Талл, Джон Спайтс, Ричард П. Рубинштейн, Джон Харрисон и Герберт У. Гейн, а креативным консультантом — Кевин Дж. Андерсон. В апреле 2019 года лингвист Дэвид Питерсон, создавший языки народов в «Игре престолов», подтвердил, что разрабатывает языки для фильма.

### Сценарий
В марте 2018 года Вильнёв заявил, что его целью является адаптация романа в виде двух фильмов (что напоминает адаптацию романа «Оно» Стивена Кинга в 2017 и 2019 годах), что в итоге и вошло в его контракт со студией. Вильнёв заявил, что «не согласился бы на экранизацию книги в виде одного фильма», поскольку «Дюна» является «довольно сложным произведением с мелкими и важными деталями», которые нельзя запечатлеть в одном фильме. Однако все последующие сделки были направлены на производство первого фильма, и для начала производства второго фильма необходимо будет заключить новые производственные сделки.
В апреле 2017 года Эрик Рот был нанят для написания сценария, а позже было подтверждено, что Джон Спэйтс будет соавтором сценария вместе с Ротом и Вильнёвом. В мае 2018 года Вильнёв заявил, что первый вариант сценария написан. В июле Брайан Герберт подтвердил, что последний черновик сценария охватил «примерно половину романа». В апреле 2019 года генеральный директор компании Legendary Джошуа Гроуд подтвердил планы на продолжение, добавив, что в середине романа есть некий момент, на котором будет логично закончить первый фильм. В ноябре 2019 года Джон Спэйтс покинул пост исполнительного продюсера сериала-приквела «Дюна: Сестричество», чтобы сосредоточиться на работе над вторым фильмом.
Хотя Вильнёв смотрел адаптацию «Дюны» от Дэвида Линча и уважает как Линча, так и фильм, он рассказал, что не будет опираться на какие-либо элементы из экранизации 1984 года, отметив, что он «обращается к книге и к тем картинкам, которые появились в его голове при чтении», когда он был подростком. Вильнёв уточнил, что при первом просмотре ленты Линча «некоторые элементы ему полюбились, некоторые — нет. Он был наполовину удовлетворён». Кроме того, Вильнёв не планирует включать концепции, предложенные Ходоровски в середине 1970-х годов, поскольку режиссёр считает, что «Ходоровски — уникальный визионер. У него очень сильное, отличное от других видение. Я совершенно другой человек. С моей стороны было бы очень самонадеянно и высокомерно пытаться повторить [стиль Ходоровски]».
Адаптируя книгу, написанную в 1960-х годах, для XXI века, Вильнёв хотел поразмыслить о реалиях, связанных с чрезмерной эксплуатацией Земли. Режиссёр посчитал свой сценарий «историей взросления и призывом к действию для молодёжи». По сравнению с первоисточником были несколько изменены сюжетные арки женских персонажей. По словам Ребекки Фергюсон, исполнившей роль леди Джессики, «Дени Вильнёв очень уважительно отнёсся к роману Герберта, [но благодаря ему] качество сюжетных арок для [многих] героинь было поднято на новый уровень». К истории леди Джессики было добавлено её военное прошлое, а благодаря связи героини с Бене Гессерит, героиня стала «жрицей-воином» (в сравнении с шутливым ярлыком «космической монахини», который, по мнению Вильнева, закрепила книга). Для повышения разнообразия актёрского состава в фильме появляется женская версия доктора Лайета Кайнса, эколога с Арракиса, который в романе является мужчиной. Роль доктора исполнила Шэрон Дункан-Брюстер. Вильнёв также решил превратить барона Владимира Харконнена из карикатурного злодея, каким он представлен в романе, в более сложного антагониста.

### Подбор актёров
В июле 2018 года стало известно, что Тимоти Шаламе является основным претендентом на роль Пола Атрейдеса. В сентябре того же года Ребекка Фергюсон начала переговоры о роли матери Пола, леди Джессики. В январе 2019 года актриса подтвердила свою роль.
Дейв Батиста, Стеллан Скарсгард, Шарлотта Рэмплинг, Оскар Айзек и Зендея присоединились к актёрскому составу в январе 2019 года, а Хавьер Бардем, Джош Бролин, Джейсон Момоа и Дэвид Дастмалчян — в феврале. В марте Стивен Маккинли Хендерсон получил роль Суфира Хавата, а Чан Чень начал переговоры.
В июле 2019 года издание «TheMix.net» сообщило, что персонаж Лайет Кайнс в фильме предстанет в виде своей женской версии, сыгранной Шэрон Дункан-Брюстер. Информация была подтверждена в апреле 2020 года. По словам Дункан-Брюстер, Дени Вильнёву было необходимо оставить сущность персонажа из книги, но другие аспекты Лайет Кайнса [в данном случае, пол] не были такими важными, поэтому были сделаны отступления от оригинала.

### Съёмки
Основная часть съёмок началась 18 марта 2019 года на киностудии Origo в Будапеште; производство также проходило в иорданской пустыне Вади-Рам. Норвежский полуостров Стад послужил местом натурных съёмок для планеты Каладан. Съёмки также прошли около Абу-Даби, столицы ОАЭ, чьи пейзажи сформировали облик планеты Арракис. Основная часть производства была завершена 26 июля 2019 года, что подтвердил Брайан Герберт. Дополнительные съёмки проходили в Будапеште в августе 2020 года. Фильм снят в формате IMAX с помощью IMAX-камеры Arri Alexa LF, оснащённой широкоформатными объективами Panavision из линейки Ultra Vista, благодаря чему на всех IMAX-экранах соотношение сторон некоторых сцен составит 1,90:1, а на экранах IMAX, оснащённых двухлазерной проекционной системой, соотношение сторон в сценах составит 1,43:1.
Для фильма было создано более двух тысяч кадров, содержащих визуальные эффекты. Эти кадры были сняты с помощью особого вида хромакея, который супервайзер по визуальным эффектам Пол Ламберт назвал «песочный хромакей»: для того, чтобы соответствовать условиям пустыни были использованы фоны коричневого, а не зелёного цвета; в результате, кадры стали выглядеть более естественно. Оригинальный дизайн песчаных червей, по мнению Ламберта, «доисторический», был создан с помощью CGI и вдохновлён обликом и подводными передвижениями усатых китов. Создатели рассматривали возможность использования специальной взрывчатки для захвата движений песчаных червей, прорывающихся на поверхность пустыни; однако это было бы невыполнимо в условиях съёмок на Ближнем Востоке. Вместо этого создатели использовали графическую программу Houdini, чтобы песок имитировал движение воды. Вильнёв не хотел, чтобы аудиодорожка в этих кадрах звучала как созданная в студии, поэтому звукорежиссёры Марк Манджини и Тео Грин использовали подход «псевдодокументального реализма» для записи естественных звуков пустыни и использования их в фильме, например, запись звуков движущихся песков в Долине Смерти с помощью гидрофонов.

## Музыка

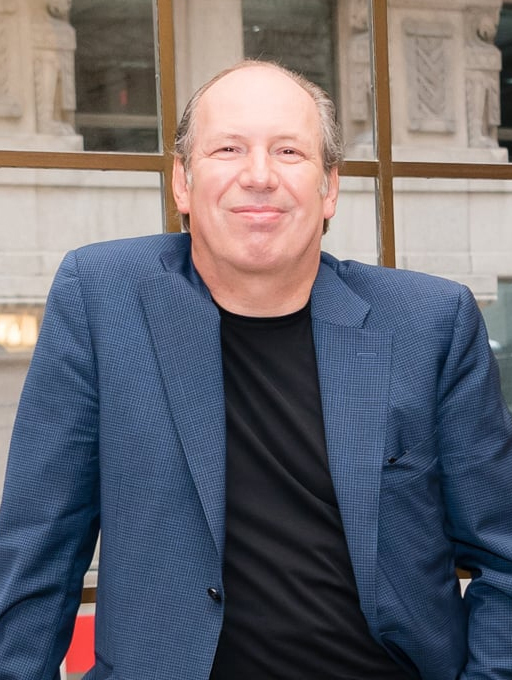
Ханс Циммер написал музыку к фильму.

В марте 2019 года перед началом производства «Дюны» Ханс Циммер подтвердил, что напишет саундтрек к фильму. Ранее Циммер работал с Вильнёвом над «Бегущим по лезвию 2049». К 2019 году режиссёр Кристофер Нолан уже обратился к Циммеру с просьбой написать музыку для своего предстоящего фильма «Довод», но композитор выбрал работу над «Дюной», поскольку сам любит этот роман. Циммер не хотел, чтобы саундтрек звучал как его предыдущие работы, и использовал инструменты, нетипичные для западной музыки, подход, который он назвал «антигрувом». Циммер намеренно не смотрел «Дюну» Дэвида Линча, чтобы не поддаваться влиянию группы «Toto», вместо этого провел неделю в пустыне в Юте, чтобы включить её звуки в партитуру. Музыка была записана с использованием разнородного набора инструментов, в том числе созданных специально для саундтрека. Участие в записи приняли гитарист Гатри Гован и вокалистка Луара Котлер. Дополнительная музыка была написана Дэвидом Флемингом, работавшим в сотрудничестве с Циммером для разработки соотносящихся музыкальных композиций. В музыкальной теме Дома Атрейдесов звучит волынка. Циммер рассказал, что это было идеей Вильнёва, чтобы ассоциировать Атрейдесов с чем-то «древним и органичным». Циммер смог найти тридцать волынщиков в окрестностях Эдинбурга во время пандемии COVID-19 и записал их игру в церкви.
Для первого трейлера «Дюны» Ханс Циммер решил записать кавер на песню «Eclipse» группы Pink Floyd. Поэтому с помощью FaceTime он дирижировал хором из 32 человек (что было вызвано ограничениями из-за пандемии COVID-19). Участники хора собирались группами по четыре человека во время восьми различных сессий в Санта-Монике на студии Remote Control, в то время как Циммер дирижировал из дома.
Для фильма выпущены три саундтрека: «Скетчбук „Дюны“ (музыка из саундтрека)», «Дюна (Оригинальный саундтрек к фильму)» и «Искусство и душа „Дюны“» 3 сентября, 17 сентября и 22 октября 2021 года, соответственно. Вильнёв рассказал, что Циммер потратил «месяцы и месяцы на создание новых аранжировок, определение, создание и поиск новых звуков, расширение границ», и похвалил работу композитора. 22 июля 2021 года были выпущены два сингла из саундтрека под названиями «Paul’s Dream» и «Ripples in the Sand».

## Маркетинг

### Рекламная кампания
13 апреля 2020 года издание «Vanity Fair» опубликовало обширную статью, содержавшую первый взгляд на фильм. Октябрьский выпуск журнала «Empire» включал в себя подробный обзор фильма и интервью с актёрами и членами съёмочной группы, что дало дополнительные первые впечатления после выхода тизер-трейлера фильма.
Тизер-трейлер вышел 9 сентября 2020 года. Издание «IndieWire» положительно оценило ролик: «Он полон сногсшибательных декораций, захватывающего экшена и содержит небольшой взгляд на печально известных песчаных червей Фрэнка Герберта». Автор издания также заметил, что «Дени Вильнёв и Грейг Фрейзер привнесли осязаемость в мир Фрэнка Герберта, что должно сделать „Дюну“ чувственным опытом для кинозрителей».
Первые 10 минут фильма были показаны в некоторых кинотеатрах IMAX по всему миру 21 и 22 июля 2021 года в рамках мероприятия, которое также включало закрытый показ фильма. Полноценный трейлер фильма был выпущен 22 июля 2021 года. Журнал «Wired» отметил, что трейлер «буквально умоляет вас посмотреть его в кинотеатрах». Издание «Variety» оценило актёрский состав и потрясающие визуальные эффекты. «Vanity Fair» также положительно отозвалось о трейлере: «Это будет более загадочным фильмом для тех, кто не знаком с историей, но, как и Чани в посланиях к Полу через сны, трейлер намекает на большие, впечатляющие события».

### Продажа товаров
26 февраля 2019 года компания Funcom объявила, что начала эксклюзивное партнёрство с Legendary Entertainment для разработки видеоигр, связанных с предстоящими экранизациями «Дюны».
Другие произведения франшизы «Дюна», не связанные с фильмом, планируется выпустить одновременно с его выходом. Оригинальная настольная игра Дюна, выпущенная компанией Avalon Hill в 1979 году, была переиздана, чтобы связать её с фильмом, а также с разработкой новых настольных игр, основанных на франшизе. Брайан Герберт и Кевин Дж. Андерсон работают над адаптацией книг в виде графического романа из трёх частей с иллюстрациями Рауля Аллена и Патриции Мартин. Издательство Abrams Books в октябре 2020 года начнёт публикацию книг, чтобы связать это с выходом фильма. В марте 2020 года Modiphius Entertainment объявила о создании новой настольной ролевой игры «Дюна: Приключения в империи», основанной на франшизе. В мае 2020 года Boom! Studios сообщила о приобретении комиксных прав на приквел оригинального романа 1999 года «Дюна: Дом Атрейдесов». Студия намеревается создать комиксную адаптацию из 12 выпусков, написанных авторами приквела Брайаном Гербертом и Кевином Дж. Андерсоном.
В сентябре 2020 года компания McFarlane Toys анонсировала выпуск линейки 7-дюймовых фигурок, созданных на основе персонажей фильма. В то же время было объявлено о выпуске 12-дюймовой фигурки барона Харконнена. Новая настольная игра «Dune Imperium» была выпущена компанией Dire Wolf Digital в декабре 2020 года.
Артбук «Искусство и душа „Дюны“» вышел одновременно с релизом фильма в США 22 октября 2021 года. Книга написана исполнительным продюсером фильма Таней Лапойнт и включает одноимённый саундтрек, написанный Хансом Циммером.

## Премьера
Мировая премьера «Дюны» состоялась 3 сентября 2021 года во время 78-го Венецианского кинофестиваля. Специальный показ фильма также прошёл на Международном кинофестивале в Торонто. Выход фильма в широкий мировой прокат растянулся на месяц: зрители Бельгии и Франции увидели ленту первыми — 15 сентября, зрители России — 16 сентября, а зрители США и Канады — 22 октября.
17 октября на пиратских сайтах появилась качественная версия фильма. За неделю до выхода в США компания Warner Bros. объявила, что на стриминг-сервисе HBO Max картина станет доступна 21 октября, на день раньше начала кинотеатрального проката.
Первоначально планировалось, что «Дюна» выйдет в прокат 20 ноября 2020 года, но потом её перенесли на 18 декабря того же года. Затем из-за пандемии COVID-19 фильм был отложен до 1 октября 2021 года, заняв дату выхода «Бэтмена». В конце июня 2021 года компания Warner Bros. объявила, что переносит премьеру фильма в США ещё на три недели до 22 октября 2021 года, чтобы избежать конкуренции с лентой «Не время умирать».
В декабре 2020 года компания Warner Bros. сообщила, что, как и другие фильмы студии, запланированные на 2021 год, «Дюна» одновременно с кинотеатрами выйдет и на стриминг-сервисе HBO Max, где фильм будет доступен в течение 31 дня, после чего будет удалён до выхода на домашних носителях. Аналогичная схема релиза была протестирована на «Чудо-женщине 1984». Дени Вильнёв и несколько других режиссёров вместе с сетями кинотеатров и производственными компаниями (включая, Legendary Entertainment, которая продюсировала и финансировала фильм) выразили разочарование и недовольство этим решением. Вильнёв заявил: «С помощью стриминга можно создавать отличный контент, но не фильмы такого масштаба, как „Дюна“. Решение Warner Bros. означает, что у „Дюны“ не будет шанса добиться кассовых успехов, поэтому пиратство в конечном итоге восторжествует». Он также добавил: «Я и моя команда посвятили более трёх лет нашей жизни тому, чтобы сделать этот фильм уникальным для просмотра на большом экране». В конце своего выступления на шоу «Saturday Night Live» исполнитель главной роли Тимоти Шаламе надел толстовку с логотипом Legendary Pictures в поддержку студии в её споре с Warner.

## Кассовые сборы и просмотры
По данным на 29 марта 2022 года, «Дюна» собрала $400,6 млн, включая $108,3 млн в США и Канаде и $292,3 млн — в других странах. Издание «Deadline Hollywood» сообщило, что общие сборы в $300 млн «удовлетворят студию и создателей с точки зрения имиджа, даже если порог безубыточности намного выше».
В дебютные международные выходные фильм собрал $37,9 млн в 14 странах, включая Россию ($8,9 млн), Францию ($7,2 млн), Германию ($4,4 млн), Тайвань ($3,4 млн), Италию ($2,5 млн) и Испанию ($2,4 млн). Во вторые выходные сборы ленты в 32 странах составили $26,3 млн, а общие сборы за 10 дней — $76,5 млн.
Сборы фильма за первый день домашнего проката составили $17,5 млн (в том числе, $5,1 млн с ночных предпоказов в четверг). За первые выходные лента заработала $40,1 млн, превзойдя прогнозы в $30–35 млн и побив рекордные для дебютных выходных сборы фильма «Годзилла против Конга» ($31,6 млн), что стало лучшими дебютными выходными в карьере Вильнёва и лучшим дебютом года для Warner Bros. Падение сборов во вторые выходные домашнего проката составило 62 %, однако, фильм собрал $15,5 млн. В третьи выходные сборы упали на 51 % и составили $7,6 млн.
В дебютные выходные проката в Китае лента заработала $21,6 млн, уступив только китайскому историческому эпосу «Битва при Чосинском водохранилище». Но вторые выходные принёс фильму только $5 млн, а сборы упали на 78 %, достигнув отметки в $33 млн за 1,5 недели. Крупнейшими мировыми рынками являются Китай ($34 млн), Франция ($29,3 млн), Россия ($21 млн), Германия ($20,2 млн) и Великобритания ($18,8 млн).
По данным Samba TV, за дебютные выходные на HBO Max фильм посмотрели 1,9 миллиона американских домохозяйств.

## Реакция

### Оценки критиков
На агрегаторе рецензий Rotten Tomatoes «рейтинг свежести» фильма составляет 83 % на основе 381 отзыва со средней оценкой 7,6/10. Консенсус критиков гласит: «„Дюна“ иногда не справляется с объёмным первоисточником, но эти проблемы в значительной степени затмеваются масштабом и амбициями этой визуально захватывающей адаптации». На сайте Metacritic средневзвешенная оценка фильма составляет 74 из 100 на основе 65 рецензий, что означает «преимущественно положительные отзывы». Зрители, опрошенные CinemaScore, дали фильму среднюю оценку «А-» по шкале от «А+» до «F», а на PostTrak лента получила 84 % положительных оценок (со средним рейтингом 4,5/5), 66 % зрителей уточнили, что они определённо рекомендуют «Дюну» к просмотру.
После премьеры на Венецианском кинофестивале «Дюна» получила преимущественно положительную реакцию критиков, но мнения экспертов разделились. Недовольство и определённая часть отрицательных отзывов были ожидаемы, учитывая предыдущие режиссёрские работы Вильнёва и характер первоисточника.
Многие рецензенты похвалили фильм за его масштаб и амбициозность. Бен Трэвис из журнала «Empire» поставил фильму 5 из 5 звёзд и заявил: «Захватывающая, внушающая благоговейный трепет огромная адаптация (половины) романа Фрэнка Герберта, которая поразит поклонников книги и привлечёт новых сторонников. Если „Часть вторая“ никогда не выйдёт, это превратится в пародию». Робби Коллин из «The Daily Telegraph» также дал ленте 5 звёзд из 5 и назвал её «величественной, тревожной и охватывающей зрителя». Ксан Брукс из «The Guardian» также выставил фильму 5 из 5 звезд и назвал его «голливудским блокбастером». Джастин Чан из «Los Angeles Times» положительно отозвался о картине: «Вильнёв отправляет вас в удивительно яркую, иногда правдоподобно пугающую версию будущего». Лия Гринблатт из «Entertainment Weekly», которая оценила фильм на «B», написала, что «„Дюна“ — это именно тот вид пышного, возвышенного кино, для которого были созданы большие экраны; этот чувственный опыт настолько богатый и ошеломляющий, что хочется лицезреть ленту только на большом экране или вообще её не смотреть», и добавила: «Сама необычность подхода Вильнёва… часто скрывает тот факт, что сюжет в основном пролог: обширная история происхождения без определённого начала или конца».
Другая часть критиков отметила проблемы, связанные с темпом фильма и переработкой исходного материала. Критик Оуэн Глейберман из «Variety» написал: «В сюжете заканчивается повествовательный пар… „Дюна“ стремится поразить нас, и иногда ей это удается, но она также хочет влезть вам под кожу как гипнотически ядовитый комар… Дело не только в том, что пульс истории со временем пропадает. Наша эмоциональная вовлечённость в сюжет теряет всякий смысл… В фильме начинают заканчиваться сюрпризы, он становится туманным и аморфным. Действительно ли будет снята вторая часть? Это случится, если первая будет достаточно успешной в прокате, а пока ничего не предрешено. Трудно построить открытый финал на зыбучих сюжетных песках». Кевин Махер из «The Times» дал фильму две звезды из пяти, заявив, что «каждый кадр зрелищен, но сама „Дюна“ немного скучная». Рецензируя фильм для «TheWrap», Стив Понд назвал фильм «одновременно ослепительным и разочаровывающим, часто захватывающим и часто медленным», добавив: «Иногда кажется, что эта версия „Дюны“ направлена на то, чтобы произвести на вас впечатление, а не развлечь вас; это мрачное ошеломление, отказывающееся от большей части прекрасных научно-фантастических историй в пользу мировоззрения, которое больше похоже на „Убийцу“ Вильнёва или „Пленниц“, чем на его „Прибытие“».
Некоторые рецензенты раскритиковали фильм за отказ от арабских и исламских культурных черт, которые Герберт использовал в романе, а также за отсутствие актёров ближневосточного и североафриканского происхождения (БВСА). Сценарист ленты Джон Спэйтс заявил, что им пришлось отказаться от использования арабской культуры, заложенной в романе: «Арабский мир был гораздо более экзотическим в 1960-х годах, чем сегодня. Сегодня арабский мир рядом с нами, он проявляется в американцах арабского происхождения, он повсюду… Если вы хотите построить нечто вроде арабского будущего на Арракисе в романе, берущем начало сегодня, вам нужно больше изобретать и меньше заимствовать из первоисточника». Несмотря на этот сдвиг, критики всё же посчитали, что фильм оказался под сильным влиянием ближневосточной культуры, и были обеспокоены отсутствием в нём актёров БВСА происхождения. Серена Расул, основательница организации по кастингу актёров мусульманского происхождения в США, назвала отсутствие актёров БВСА происхождения «стиранием», пояснив: «Вы не нанимаете актёров БВСА происхождения или актёров-мусульман, но всё же извлекаете выгоду из их культуры. Вот где нам, творческим людям, больно… Это означает, что мы недостаточно хороши, чтобы быть частью фильма». В результате получившийся фильм был воспринят как более ориенталистский, идеализировавший элементы восточной культуры с точки зрения европейцев и американцев. Кроме того, по мнению некоторых экспертов, в оригинальном романе есть элементы повествования, связанные с «белым спасителем». Отсутствие актёров БВСА происхождения в дополнение к тому, что погибшие персонажи, которые защищали Пола и Джессику, оказались актёрами африканского происхождения, породило мнения, что сюжетная линия о белом спасителе распространится дальше, по словам Али Карджу-Равари, доцента кафедры Изучения ислама Бакнеллского университета. Когда Дени Вильнёва спросили об этой сюжетной арке, режиссёр заявил, что в фильме заложена «критика „белого спасителя“. Это не ликование по поводу спасителя. Это критика идеи спасителя, того, кто придёт и скажет народу, как быть, во что верить. Это не осуждение, а критика. Так что я считаю, что это актуально, и это можно рассматривать как современные веяния».

### Опросы и включение в списки
По итогам 2021 года многие издания, в том числе Esquire, IndieWIre, Men’s Health, The Guardian, NME, Rolling Stone, Time Out, Vulture, Wired, включили «Дюну» в свои списки лучших фильмов. Некоторые, например Empire, IGN, Screen Rant, «Мир фантастики», назвали её лучшим фильмом года.
Посетители порталов Кино Mail.ru и «Фантлаб» также назвали «Дюну» лучшим фильмом 2021 года.

### Награды и номинации
Фильм получил множество наград и номинаций в различных категориях. Он был номинирован на премию «Оскар» в десяти категориях и победил в шести, включая «Лучшая музыка к фильму», «Лучший звук» и «Лучший монтаж». На 26-й церемонии вручения премии «Спутник», фильм победил в четырёх категориях из десяти. На 27-й церемонии вручения премии «Выбор критиков», фильм также одержал победу в трёх категориях из десяти, таких как «Лучшая работа художника-постановщика», «Лучшие визуальные эффекты» и «Лучшая музыка». Фильм смог получить премию «Золотой глобус» в категории «Лучшая музыка к фильму», а также премию Британской Академии в области кино в категориях «Лучшая музыка к фильму», «Лучшая работа художника-постановщика», «Лучший звук», «Лучшие визуальные эффекты» и «Лучшая операторская работа». Он также был номинирован на премию People’s Choice Awards, однако не смог одержать победу ни в одной из четырёх категорий. Кроме того, Американский институт киноискусства и Национальный совет кинокритиков включили данный фильм в десятку лучших фильмов 2021 года.

## Будущее

### Продолжение
До того как студия Legendary официально объявила о продолжении, Дени Вильнёв рассказал, что фильм 2021 года охватит примерно первую половину романа, а продолжение — оставшуюся половину. Режиссёр объяснил: «Я бы не согласился на экранизацию этой книги в одном фильме. Мир романа слишком сложен, его сила в деталях». В ноябре 2019 года Джон Спэйтс покинул пост исполнительного продюсера сериала-приквела франшизы «Дюна: Сестричество», чтобы больше сосредоточиться на написании сценария к продолжению фильма. В июне 2020 года оператор Грег Фрэйзер рассказал: «Это полностью сформированная история, и ей есть куда развиваться. Это самостоятельный эпический фильм, от которого люди многое получат, когда увидят его». Однако в декабре 2020 года Вильнёв заявил, что из-за плана Warner Bros. по одновременному выпуску фильма в кинотеатрах и на HBO Max, лента возможно не окупится в прокате, что может привести к отмене запланированного продолжения.
В феврале 2021 года Эрик Рот рассказал, что написал сюжетную основу потенциального сиквела. В титрах на IMAX-показах первых десяти минут фильм был назван «Дюна: Часть первая», что подтверждает планы на дальнейшие части. В августе 2021 года Вильнёв с оптимизмом высказался о продолжении. Он подтвердил, что Чани будет иметь бо́льшую роль в сиквеле и что работа над продолжением началась. На Венецианском кинофестивале Вильнёв отметил, что возможный второй фильм охватит оставшуюся половину первого романа, а третий фильм сосредоточится на романе «Месси́я Дюны». Решение о создании сиквела Warner Bros. будет принимать на основании не столько сборов первого фильма в кинотеатрах, а просмотров на сервисе HBO Max. За несколько дней до выхода в американский прокат генеральный директор компании Warner Bros. Энн Сарнофф сказала в интервью: «Будет ли у нас продолжение „Дюны“? Если вы посмотрели фильм, то знаете, чем он заканчивается. Я думаю, что вы в определённой мере знаете ответ на этот вопрос». Сарнофф позже добавила: «История сама по себе настраивает на продолжение. Постановка настолько потрясающая, а повествование настолько убедительное, что фильм не будут судить только по его кассовым сборам».
26 октября 2021 года студия Legendary официально одобрила разработку сиквела, который должен выйти в прокат 1 марта 2024 года. Представитель Legendary уточнил: «Мы не находились бы здесь и сейчас без невероятного видения Дени [Вильнёва] и удивительной работы сценаристов, нашего звёздного актёрского состава, наших партнёров в Warner Bros. и, конечно, фанатов! Больше „Дюны“!». По данным «Deadline Hollywood», ключевым пунктом одобрения сиквела стало то, что вторая часть получит эксклюзивное 45-дневное окно кинотеатрального проката. Вильнёв объяснил, что кинотеатральная эксклюзивность была «не подлежащим обсуждению условием» и что «кинотеатральный опыт лежит в основе кинематографического языка».
Режиссёр рассказал, что наиболее ранней возможной датой начала съёмок сиквела является последний квартал 2022 года. Тем не менее, он уточнил, что производство второго фильма выиграет от работы, уже проделанной над первой частью; это поможет ускорить производство. Продюсер Мэри Пэрент заявила, что старт съёмок назначен на 18 июля 2022 года. Ханс Циммер вернётся для работы над саундтреком сиквела; композитор рассказал, что уже закончил работу над полутора часами новой музыки, чтобы вдохновить Вильнёва для работы над продолжением. В июне 2022 года дата выхода была перенесена на 17 ноября 2023 года.

### «Дюна: Пророчество»
В июне 2019 года было объявлено, что Legendary Television выпустит телесериал-спин-офф «Дюна: Сестричество» для потокового сервиса WarnerMedia HBO Max. Сериал будет посвящен Бене Гессерит и послужит приквелом к фильму. Вильнёв выступит в роли режиссёра пилотного эпизода, Спэйтс напишет сценарий, а Дана Кальво станет шоураннером сериала. Вильнёв и Спэйтс также выступят в качестве исполнительных продюсеров вместе с Брайаном Гербертом, Байроном Мерриттом и Ким Герберт. Однако в ноябре 2019 года Спэйтс покинул должность сценариста, чтобы сосредоточиться на сиквеле фильма. Съёмки сериала должны были начаться в Будапеште и Иордании 2 ноября 2020 года. Дайан Адему-Джон была нанята в качестве нового шоураннера в июле 2021 года.